# Leo Smoschewer

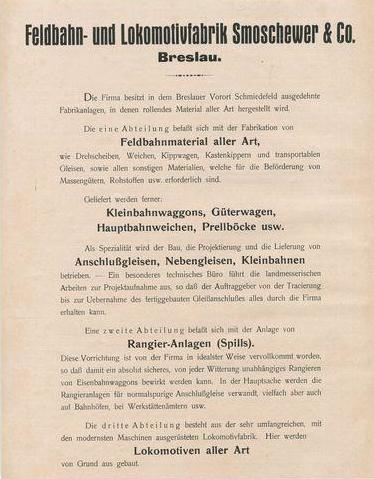
Feldbahn- und Lokomotivfabrik Smoschewer & Co., Breslau (Werbeanzeige, 1923)

Leo Smoschewer (* 11. März 1875; † 15. Juli 1938 in Breslau) war ein deutscher Maschinenbau-Unternehmer. Noch heute bekannt ist die Kunstsammlung Smoschewers, die zahlreiche Gemälde, Aquarelle und Grafiken namhafter Künstler umfasste.

## Leben
Leo Smoschewer war Miteigentümer der 1898 gegründeten und 1938 arisierten Gesellschaft für Feldbahn-Industrie Smoschewer & Co. in Breslau, die Lokomotiven und Waggons für Feldbahnen, Straßenwalzen und andere Maschinen herstellte. Das Unternehmen unterhielt Niederlassungen in Berlin, Danzig und Prag sowie in Rumänien. Smoschewer war seit 1924 rumänischer Generalkonsul in Breslau. Im gleichen Jahr wurde er auch zum Ehrensenator der Technischen Hochschule Breslau ernannt. Nach 1933 traf die Judenverfolgung auch die Familie Smoschewer. Das Unternehmen wurde 1938 arisiert. Im Zuge der Arisierung ging aus seinem Unternehmen 1938 die Feldbahnfabrik F. W. Budich hervor.

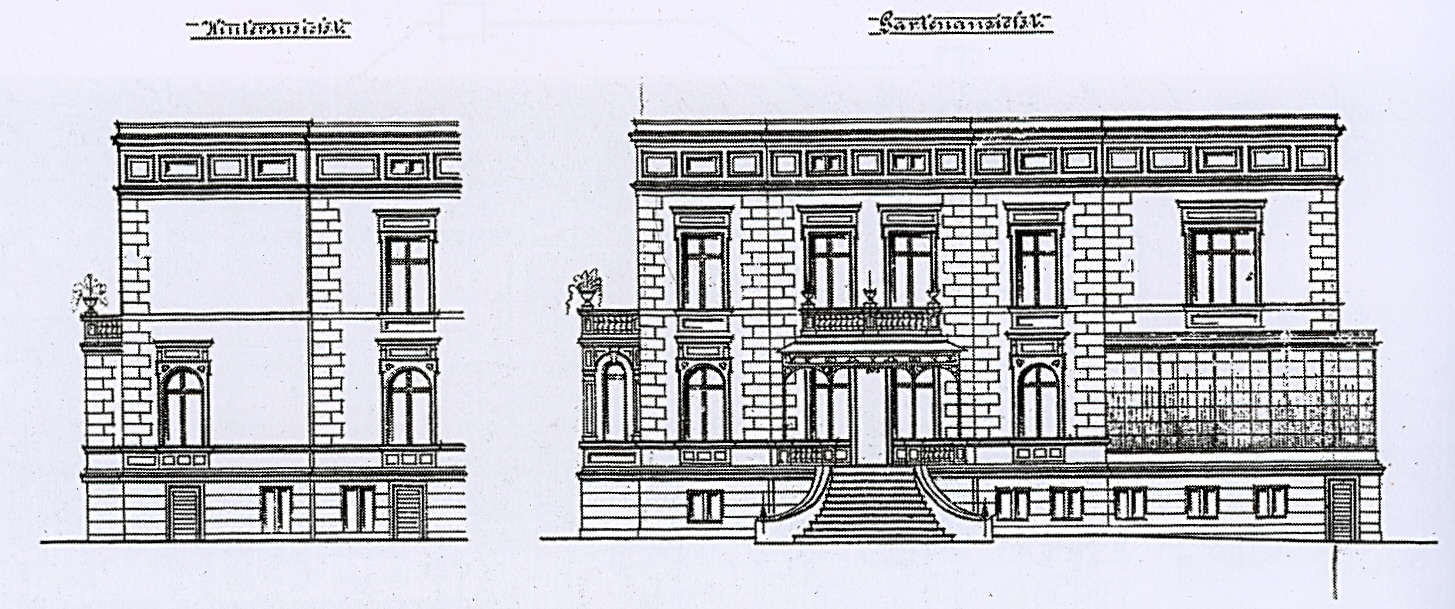
Villa Smoschewer, Lindenallee 12 in Breslau (Ansichten)

Leo Smoschewer war ein Sohn des aus Krotoschin nach Breslau gekommenen Getreidegroßhändlers Emanuel Smoschewer und seiner Frau Henriette Smoschewer geb. Reich. Er bewohnte zusammen mit seiner Frau Elise eine Villa in der Lindenallee 12 in Breslau.
Am 21. März 1911 trat er der Gesellschaft der Brüder bei. Die Familie gehörte der Synagogen-Gemeinde Breslau an, Leo Smoschewer war seit 1927 im Gemeindevorstand tätig.
Nach Leo Smoschewers Tod wollte seine Witwe Elise zunächst zu ihren im Ausland lebenden Kindern emigrieren, beging jedoch im Mai 1939 Suizid.

## Unternehmen

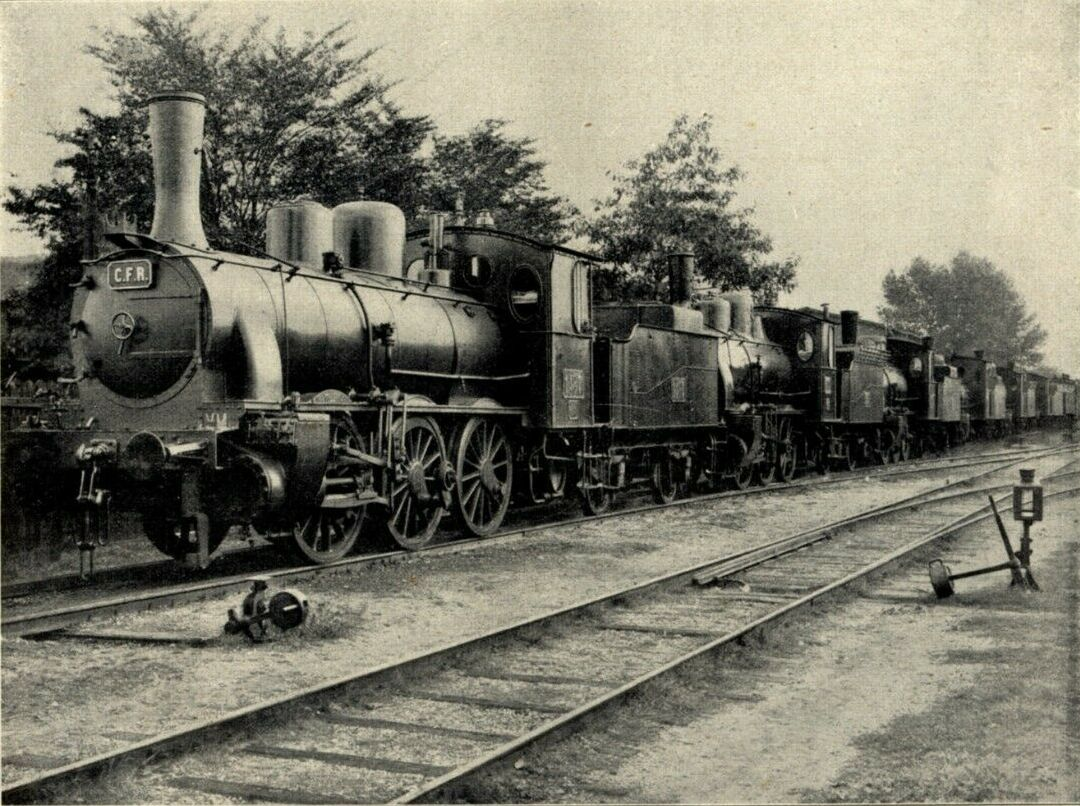
Ein Zug mit Lokomotiven der Feldbahn- und Lokomotivfabrik Smoschewer & Co, Breslau verlässt das Werk um 1923

Die Gesellschaft für Feldhahn-Industrie Smoschewer & Co befasste sich seit 1899 in der Kaiser-Wilhelm-Straße 48–50 in Breslau mit der Fabrikation und dem Vertrieb aller Materialien, die zum Bau und zur Einrichtung von Eisenbahnmaterial im weitesten Sinne dienten. Fabriziert wurden um 1923 Feldbahnmaterialien aller Art, wie Weichen, Drehscheiben, Kippwagen, Spezialwagen sowie alles sonstige Zubehör für Feldbahnen. Über einen längeren Zeitraum wurden in ausgedehnten Werkstätten, die die Firma in dem Breslauer Vorort Schmiedefeld besaß, Lokomotiven jeder Art hergestellt, und zwar sowohl für Baubetriebe, wie für industrielle Bahnen, für normalspurige Anschlussgleise, für öffentliche Kleinbahnen, Staatsbahnen usw.
Die Firma besaß eine ausgedehnte Inlands- und Auslandsorganisation, bestehend aus eigenen Zweigniederlassungen, Vertretungen usw. Eigene Niederlassungen bestanden in Berlin, Leipzig, Görlitz, Danzig, Bromberg, Kattowitz, Prag und Bukarest. Der Hauptfabrikationsbetrieb befand sich in dem Breslauer Vorort Schmiedefeld, wo sich eine große Lokomotivfabrik und eine besondere Feldbahnfabrik für Kleinbahnwagen, Weichen usw. befand. Werkstätten in größerem Umfange waren außerdem in Bromberg, Berlin und Leipzig vorhanden. Beschäftigt wurden 1923 insgesamt circa 800 Arbeiter.

## Sammlung Smoschewer
Die Kunstsammlung Smoschewer umfasste zahlreiche Gemälde, Aquarelle und Grafiken. Vertreten waren vor allem deutsche zeitgenössische Maler wie Lovis Corinth, Wilhelm Leibl, Max Liebermann, Max Slevogt, Hans Thoma und Wilhelm Trübner, zudem Werke von Lehrern der Breslauer Akademie der bildenden Künste, darunter Alexander Kanoldt, Konrad von Kardorff, Carlo Mense, Oskar Moll, Hans Purrmann und Max Wislicenus. In der Kunstsammlung befanden sich auch Plastiken von August Gaul, Theodor von Gosen und Georg Kolbe. Elise Smoschewer wurde 1906 von Lovis Corinth porträtiert.
In verschiedenen Fällen wurde bereits um eine Restitution für einzelne Kunstwerke gestritten.

### Kunstwerke der Sammlung (Auswahl)
- Lovis Corinth

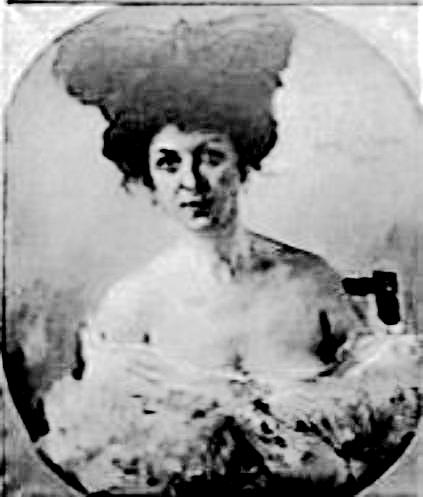
Porträt Elise Smoschewer, 1906 (Lovis Corinth)
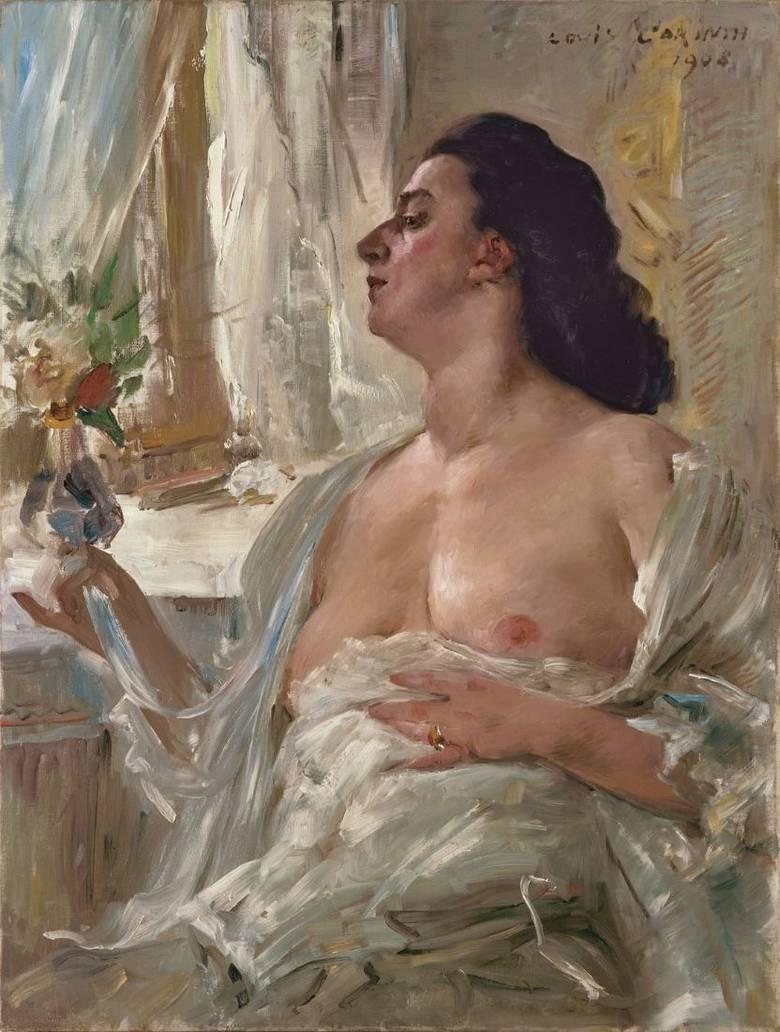
Porträt Elise Smoschewer, 1908 (Lovis Corinth)

- Alexander Kanoldt
  - Olevano / Italienische Landschaft

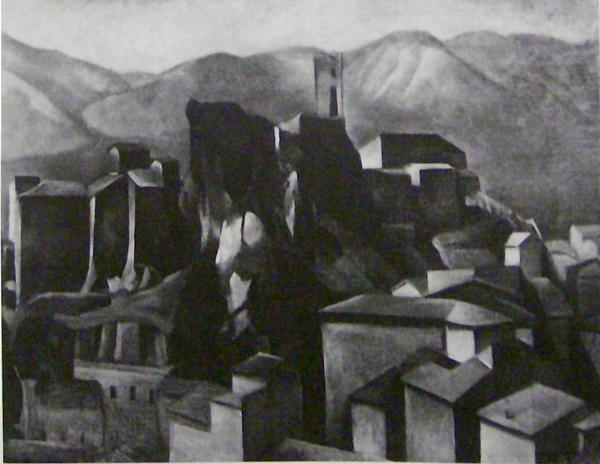
Olevano / Italienische Landschaft (Alexander Kanoldt)

- Max Klinger
  - Weg mit Pappeln / Landstraße

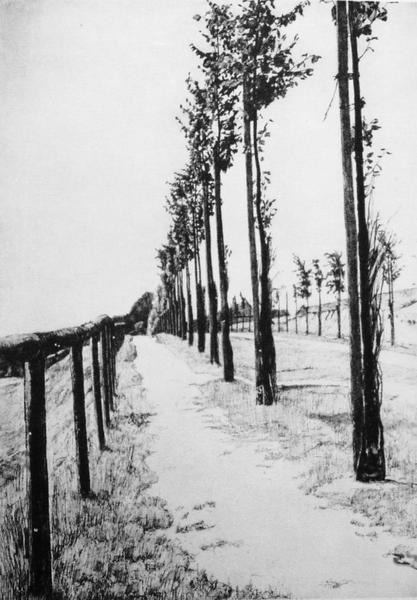
Zeichnung Weg mit Pappeln / Landstraße (Max Klinger)

- Max Slevogt
  - Gartenallee
  - Conrad Ansorge am Klavier

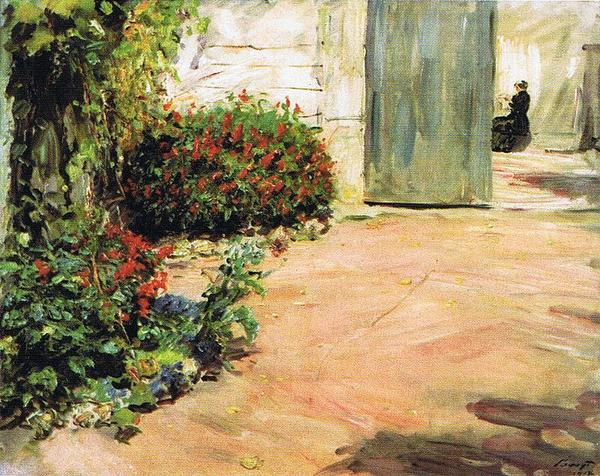
Gartenallee (Max Slevogt)
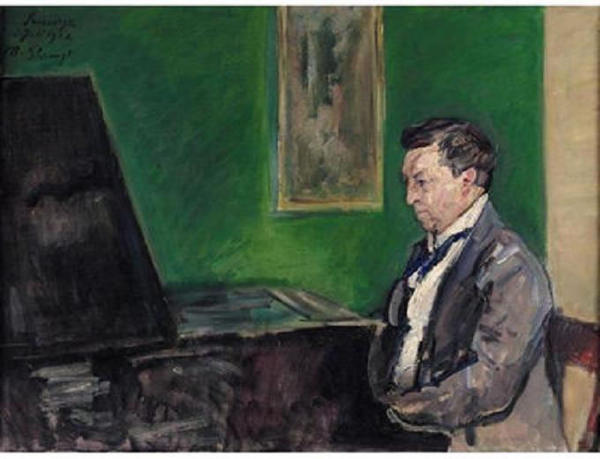
Conrad Ansorge am Klavier (Max Slevogt)

- Hans Thoma
  - Sinnendes Mädchen / Frau mit Schimmel[7]

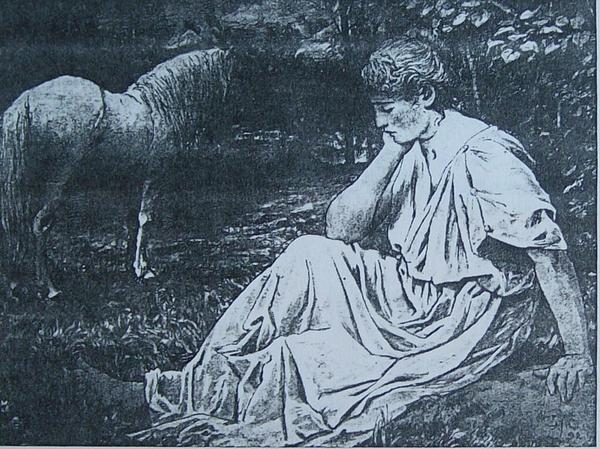
Zeichnung Sinnendes Mädchen / Frau mit Schimmel